# 劉泰英
劉泰英（1936年5月14日—），台灣財經界人物，苗栗卓蘭人。曾任中國國民黨投資事業管理委員會主任委員、中華開發董事長等職。與前中華民國總統李登輝關係密切，於1993年在李登輝指定下以中華開發工業銀行董事長之職銜出任國民黨投管會主委，自此被稱為「財經國師」、「國民黨大掌櫃」，後獲聘總統府國策顧問。與新北市永和區秀朗在地富豪家族永和蔡家關係甚好。

## 生平

### 早年生平
劉泰英於昭和十一年（1936年）出生於今苗栗縣卓蘭鎮。:31父親曾在日治時期任小學教師，母親在劉泰英四歲時因高血壓引發中風。六歲時其父因結核病過世，十二歲母親過世。:33從小就由其大姊扶養長大。:32初中時考入台中一中，:34大學就讀台灣大學經濟系。:35
劉泰英於臺大經濟系就讀期間，成為於臺大兼職當講師的李登輝學生。:371959年，李登輝向農復會申請以「農業生產力提升」為題的研究計畫，當時大三的劉泰英出任執行助手，在研究過程中，師生兩人因經常討論辯論，李登輝對劉泰英留下極佳的評價。:37
台大畢業後，劉泰英先到行政院主計處當統計員，做國民所得統計。:38後來經濟系學長孫震介紹下到美援會當專員。與李登輝繼續進行「農業生產力提升」研究計畫，李登輝負責農業領域；劉泰英負責非農業領域。:39
1966年劉泰英赴美，先到羅徹斯特大學後到康乃爾大學就讀。:40期間劉泰英常到李登輝住處吃飯，常在一起的還有黃大洲。在康乃爾大學時劉泰英與李登輝同為同學，一起修費景漢的高等經濟學及劉大中的計量經濟學。:401971年，自美國康乃爾大學取得經濟學博士榮銜。

### 返國投入公職
1968年，考入財政部，擔任賦稅改革委員會主任；1969年，兼任財政部財稅資料處理及考核中心副主任，二職直至1970年。
然而，以時間計算，這段期間，他應該是在美國攻讀博士學位。

### 兼任大學教職
- 1971年，剛取得博士學位，立即成為淡江大學企管系系主任、商學部主任、商學院院長，任職至1980年，兼任臺灣大學教授
- 1971年12月，被任命為財政部關務署副署長，因得罪走私集團罷官求去，任期至1976年8月
- 1976年9月至1982年10月，受聘任臺灣經濟研究所副所長
- 1978年8月至1983年7月，受聘任淡江大學商學院院長
- 1982年10月至1989年8月，升任臺灣經濟研究所所長
- 1989年9月至1993年，續任臺灣經濟研究所所長

### 出任國有銀行董事長
- 1992年6月，出任中華開發工業銀行董事長。
- 1993年，奉李登輝指示，以中華開發董事長職銜出任中國國民黨投資事業管理委員會主任委員，同時兼任經濟部顧問。
- 中國國民黨投資事業管理委員會主任委員 1993年4月-2000年4月
- 臺灣綜合研究院院長 1994年2月- ?年
- 東南亞投資公司董事長 1998年9月- ?年
- 總統府國策顧問 2001年5月20日- ?年

### 犯罪入監
- 2003年6月8日，以新台幣6,000萬元獲得保釋
- 2008年6月8日入獄，罪名為「背信罪」及「違反銀行法」，刑期5年6個月
- 2011年4月13日，假釋出獄

### 現況
- 旺台兩岸互信基金會董事長
- 李登輝基金會副董事長

## 爭議

### 國安密帳案
2011年6月30日，特別偵查組調查是否李登輝為協助台灣綜合研究院儘速籌得創院資金，於1998年與劉泰英及前國安局長殷宗文謀議，涉嫌侵占國安密帳「鞏案」歸墊的剩餘公款779萬7193美元，挪予劉泰英支付台綜院購置院舍價金、裝置、人事等費用，涉及侵占公有財物及洗錢等嫌疑，並予以起訴論處。
2013年，臺北地方法院一審宣判，李登輝無罪，劉泰英則依侵占罪被判刑2年8月，並褫奪公權3年。
2014年8月20日，臺灣高等法院二審宣判，李登輝維持原判無罪，不可上訴。劉泰英被判刑3年，褫奪公權3年，並追繳15萬美元的支票，可上訴。
2015年11月4日，最高法院三審宣判，劉泰英被判刑3年，褫奪公權3年定讞。
另涉新瑞都衍生的橋頭寶公司背信等案，被判刑3年6月及1年10月定讞，與國安密帳案合併執行刑8年2月。